# Rosenbauchkolibri
Der Rosenbauchkolibri (Coeligena helianthea) oder manchmal auch Rosenbauch-Andenkolibri oder Blaukehlmusketier ist eine Vogelart aus der Familie der Kolibris (Trochilidae), die in Kolumbien und Venezuela vorkommt. Der Bestand wird von der IUCN als „nicht gefährdet“ (least concern) eingeschätzt.

## Merkmale

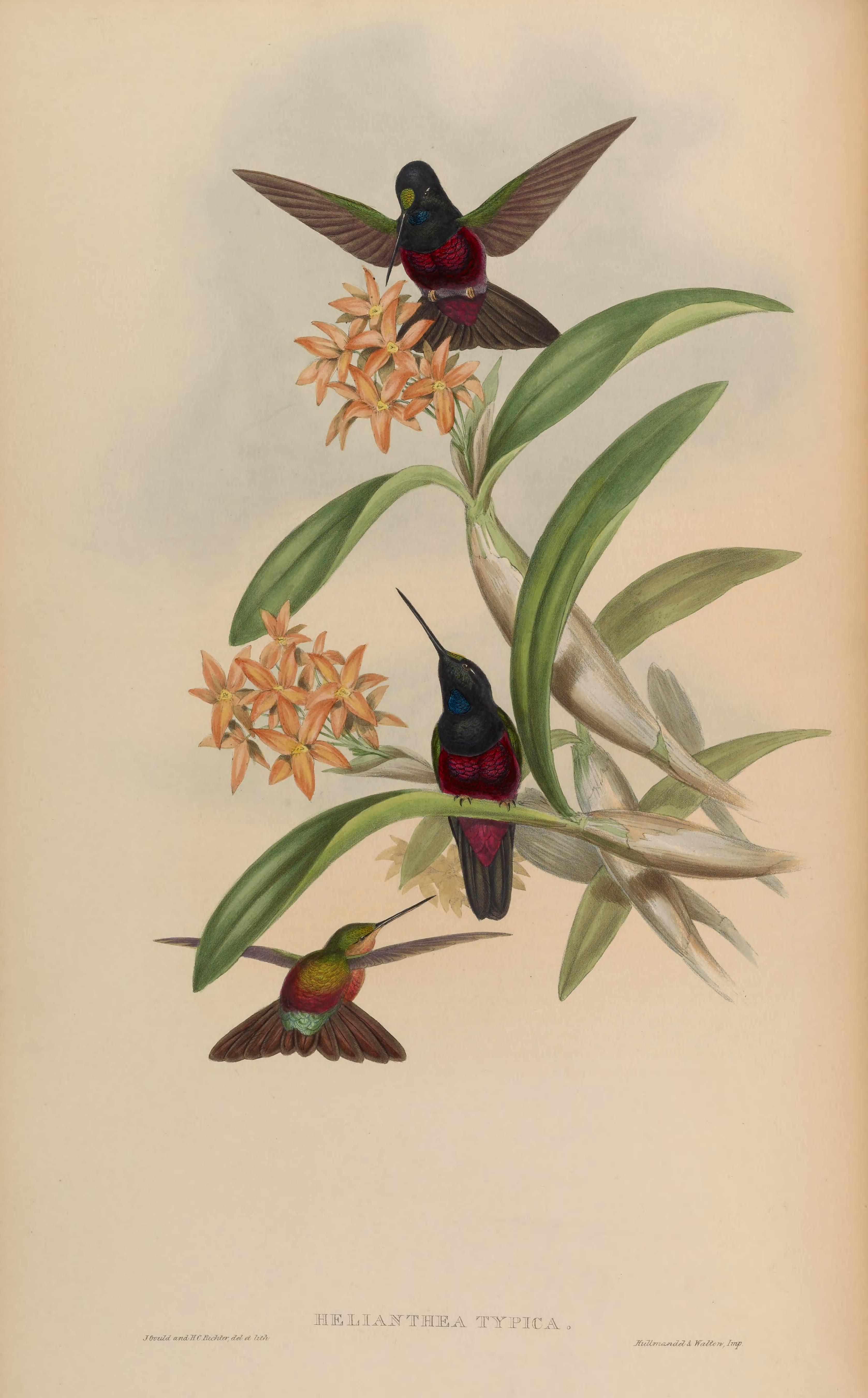
Rosenbauchkolibri illustriert von John Gould und Henry Constantine Richter

Der Rosenbauchkolibri erreicht eine Körperlänge von etwa 12 cm, bei einem Gewicht der Männchen von 7,1 bis 7,6 g und der Weibchen von 6,0 bis 6,5 g. Das Männchen hat einen langen geraden schwarzen Schnabel. Der Kopf ist schwarz mit einem dunkel grünen vorderen Oberkopf und einem weißen Fleck hinter dem Auge. Die Oberseite ist dunkel mit einer leichten Smaragdtönung. Der hintere Teil des Rückens und der Bürzel sind dunkel blau mit etwas violett. Die Unterseite ist dunkel grau mit einem smaragdfarbenen Schimmer. Der dunkle violette Kehlfleck schillert, geht im hinteren Bereich der Unterseite und an den Unterschwanzdecken ins Rosafarbene über. Der Schwanz ist gegabelt und bronzeschwarz. Das Weibchen ähnelt dem Männchen, hat aber einen längeren Schnabel und graugrünen Kopf. Die Oberseite ist goldengrün, was am Bürzel ins Blauviolett übergeht. Dieses wirkt nicht so auffällig wie beim Männchen. Die Kehle und Brust sind rotbraun, doch finden sich an der Brust zusätzlich grüne Pailletten-artige Befiederung. Der Bauch ist rosarot, die Unterschwanzdecken heller ohne die rosarote Tönung. Der Schwanz ist weniger gegabelt und dunkel bronzeschwarz. Immature Jungtiere ähneln den Weibchen.

## Verhalten und Ernährung
Der Rosenbauchkolibri bezieht seinen Nektar von Pflanzen der Gattungen Befaria, Bomarea, Elleanthus, Fuchsia, Macleania, Macrocarpea, Symbolanthus und Tropaeolum sowie der Art Cavendishia cordifolia. Rosenbauch-Andenkolibris wurden dabei beobachtet, wie sie Nektar an der Basis der langen Kronblätter von Passionsblumen durch Stechlöcher des Schieferhakenschnabels erbeuteten. Insekten werden normalerweise von den Blättern abgesammelt, aber gelegentlich auch in der Luft gejagt. Als sogenannter Trapliner fliegt er regelmäßig in rascher Folge ganz bestimmte verstreute Blüten in den unteren Straten an.

## Lautäußerungen
Der Rosenbauchkolibri gilt als ruhiger Vogel, über dessen Gesang wenig bekannt ist. Ein Laut, den er von sich gibt, ist ein einzelner „schrulliger“ tschit-Ton.

## Fortpflanzung
Die Brutsaison des Rosenbauchkolibris ist von Mai bis Oktober. Sonst ist wenig über seine Brutbiologie bekannt.

## Verbreitung und Lebensraum

Verbreitungsgebiet des Rosenbauchkolibris

Der Rosenbauchkolibri bevorzugt Wolkenwälder und kleinwüchsige Wälder, Waldränder, Hänge mit Gestrüpp und Gärten mit blühenden Pflanzen. Meist ist er in eher offenem Gebiet unterwegs oder in buschigem Sub-Páramo. Er bewegt sich in Höhenlagen von 1900 bis 3300 Meter. Während man die Nominatform in Kolumbien von der Sierra de Perijá über die Cordillera Oriental bis Bogotá antreffen kann, ist C. h. tamai im Páramo des Nationalparks El Tamá in Táchira in Venezuela zu Hause.

## Migration
Das Zugverhalten des Rosenbauchkolibri ist wenig erforscht, doch ist es wahrscheinlich, dass er als Strichvogel in den Höhenlagen wandert.

## Unterarten
Es sind zwei Unterarten bekannt:
- Coeligena helianthea helianthea (Lesson, RP, 1839)[3] – die Nominatform ist im nördlichen und östlichen Kolumbien verbreitet.
- Coeligena helianthea tamai Berlioz & Phelps, 1953[4] kommt in einem kleinen Gebiet im westlichen Venezuela vor. Die Männchen der Unterart sind matter, der Bauch und die Unterschwanzdecken sind bläulicher mit weniger Rosa. Weibchen gleichen denen der Nominatform.[1]

## Etymologie und Forschungsgeschichte
Die Erstbeschreibung des Rosenbauchkolibris erfolgte 1839 durch René Primevère Lesson unter dem wissenschaftlichen Namen Ornismya helianthea. Das Typusexemplar befand sich in der Sammlung von Charles Parzudaki und stammte angeblich aus Santafé de Bogotá. Später wurde er der Gattung Coeligena zugeordnet, die bereits 1833 von Lesson eingeführt worden war. Das Wort Coeligena leitet sich aus den lateinischen Wörtern coelum bzw. caelum für „Himmel“ und genus für „Nachkomme“ ab. Der Artname helianthea leitet sich von den griechischen Wörtern ἥλιος hēlios für „Sonne“  und άνθειον ántheion für „Blüte, Blume“ ab. Tamai bezieht sich auf den Nationalpark El Tamá in Venezuela.